# Hey!!
Hey!! è un brano musicale del gruppo musicale giapponese Flow, pubblicato come loro ventiduesimo singolo il 31 agosto 2011, ed incluso nell'album Black&White. Il singolo ha raggiunto la ventitreesima posizione della classifica Oricon dei singoli più venduti in Giappone, vendendo 4 860 copie. Il brano è stato utilizzato come terza sigla di apertura dell'anime Beelzebub.

## Tracce
CD Singolo KSCL-1847
1. Hey!!!
2. Metamorphose
3. COLORS -PIANO HOUSE Mix-
4. Hey!!! -Beelzebub Opening Mix-
5. Hey!!! -Instrumental-

## Classifiche
| Classifica (2011) | Posizione più alta |
| ----------------- | ------------------ |
| Giappone (Oricon) | 23                 |